# Oratorio di San Nicolò (Isola Dovarese)
L'oratorio di San Nicolò è un edificio religioso in stile neoclassico di Isola Dovarese, in provincia di Cremona.

## Storia
Una chiesa sollevata su un terreno protetto dalle inondazioni del fiume Oglio, chiamata Santa Maria in Insula (Santa Maria sull'Isola), era presente nel XV secolo, ma la struttura è dovuta al rinnovamento del XVIII secolo. La chiesa subì un'ulteriore ricostruzione nel 1846. L'ingresso della chiesa è attraverso una porta laterale, una volta la via principale della città.
L'interno ha notevoli opere d'arte. Nell'altare appartenente alla famiglia Gonzaga si trova un Ecce Homo  dipinto da Bernardino Campi del 1575. L'Annunciazione, definita "Madonna del Gatto", fu dipinta da Altobello Melone. Una statua lignea della Vergine è attribuita allo scultore Giacomo Bertesi. L'organo proviene dallo studio di Montesanti. La tela nell'abside raffigurante la Madonna in gloria tra San Domenico e Pio V fu dipinta da Camillo Procaccini; questo dipinto proviene da un oratorio chiuso.